# Incidente do Passo Dyatlov

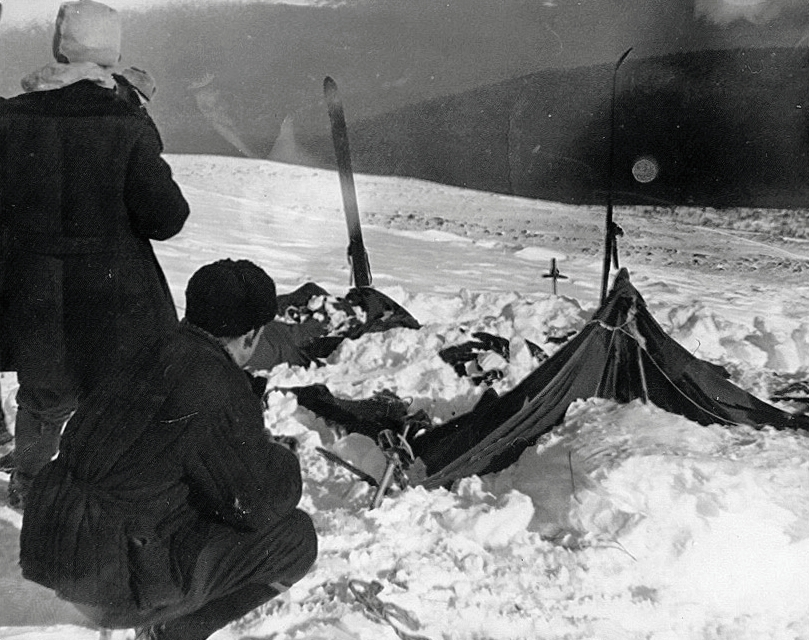
A barraca ao ser encontrada pelas equipes de busca em 26 de fevereiro de 1959

Incidente do Passo Dyatlov foi um acontecimento que resultou na morte de nove esquiadores ao norte dos montes Urais, na antiga União Soviética, na noite de 2 de fevereiro de 1959. O incidente aconteceu na costa leste da montanha Kholat Syakhl (Холат Сяхл), cujo nome em mansi significa "Montanha dos Mortos". Desde então, o passo de montanha onde o incidente ocorreu é chamado de Passo Dyatlov (Перевал Дятлова), baseado no nome do líder do grupo, Igor Dyatlov.
A ausência de testemunhas e as investigações subsequentes acerca da morte dos esquiadores inspiraram intensas especulações. Investigadores da época determinaram que os esquiadores rasgaram suas barracas de dentro para fora, fugindo a pé sob forte nevasca. Apesar dos corpos não demonstrarem sinais de luta, duas vítimas apresentavam o crânio fraturado e duas tinham costelas partidas. As autoridades soviéticas determinaram que uma "força desconhecida" provocara as mortes; o acesso à região foi consequentemente bloqueado a esquiadores e aventureiros por três anos após o incidente. Devido à ausência de sobreviventes, a cronologia dos eventos ainda permanece incerta.
A Rússia abriu uma nova investigação sobre o incidente em 2019 e as conclusões foram apresentadas em julho de 2020: a investigação concluiu que a causa da morte foi hipotermia associada a uma Avalancha, forçando o grupo a deixar seu acampamento, juntamente com a baixa visibilidade. Andrey Kuryakov, vice-chefe da promotoria regional, declarou: “Foi uma luta heroica. Não houve pânico. Mas eles não tiveram chance de se salvar nessas circunstâncias”. Um estudo, publicado em 28 de janeiro de 2021, fornece as primeiras evidências científicas por trás de uma pequena avalancha, desencadeada em condições incomuns.

## Antecedentes

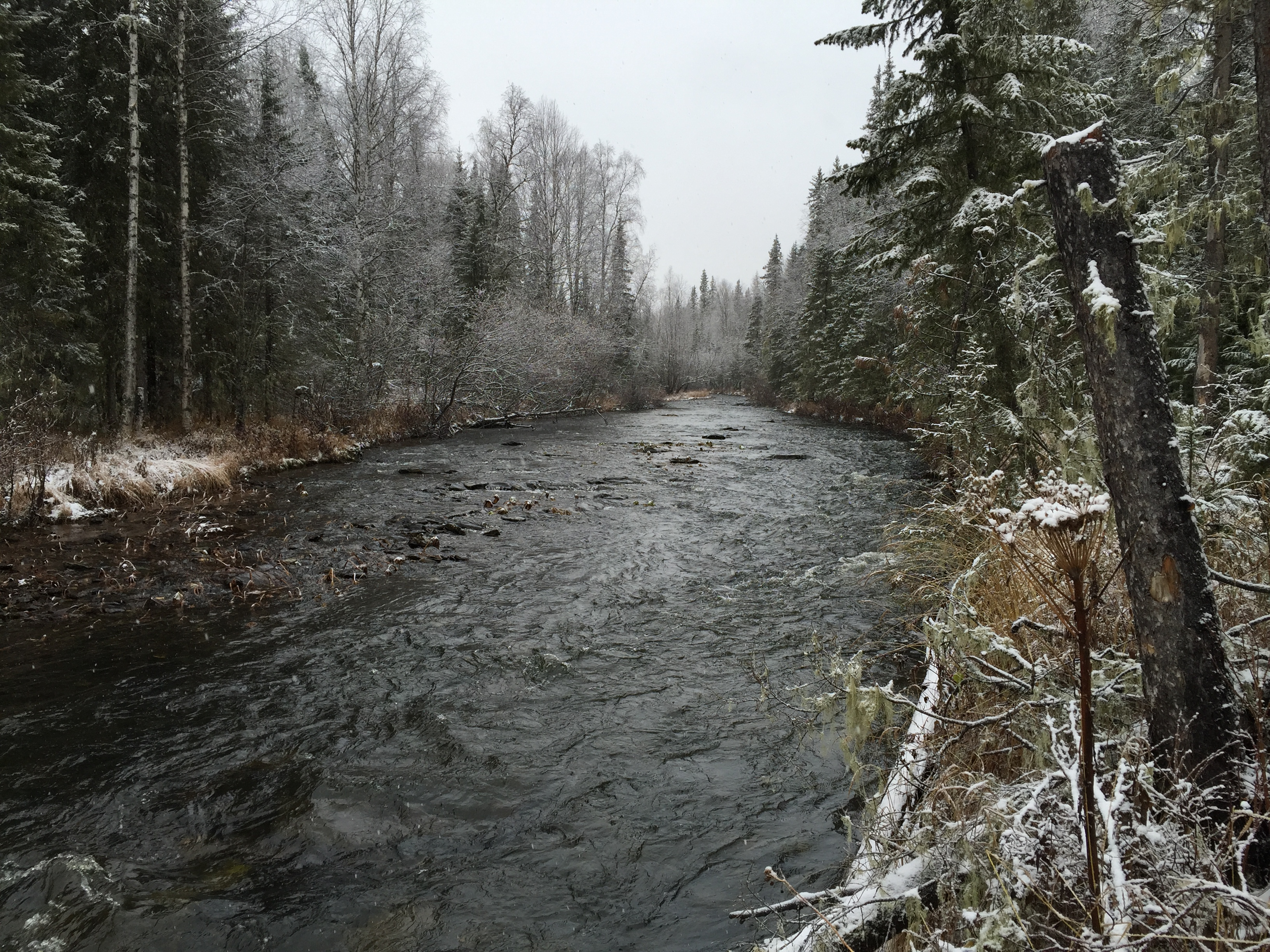
Rio Auspiya, usado por turistas na região.

Um grupo foi formado para uma expedição ao norte das Urais, em Oblast de Sverdlovsk. Liderado por Igor Dyatlov, consistia de oito homens e duas mulheres, a maioria estudantes ou graduados do Instituto Politécnico de Ural (atualmente Universidade Técnica Estadual de Ural). O objetivo da expedição era alcançar Otorten, uma montanha situada 10 quilômetros ao norte do local do incidente. Esta rota, naquela temporada, era classificada como "categoria III", a mais difícil. Todos os integrantes possuíam experiência em excursões de esqui e expedições em montanhas.
O grupo viajou de trem para Ivdel, cidade ao centro da província de Oblast de Sverdlovsk, desembarcando ali em 25 de janeiro. Eles então tomaram um caminhão para Vizhai, o último assentamento inabitado ao norte, começando a marcha em direção a Otorten em 27 de janeiro. No dia seguinte, um dos integrantes, Yuri Yudin, foi forçado a voltar devido a problemas de saúde. Diários e câmeras encontrados em seu último acampamento tornaram possível rastrear a derradeira rota do grupo no dia anterior ao incidente. Em 31 de janeiro, eles chegaram na beira de um morro e prepararam-se para escalá-lo. Em um vale silvestre, eles estocaram comida e equipamento extra, que seriam utilizados mais tarde na viagem de volta. No dia seguinte, 1 de fevereiro, os esquiadores começaram a descer o passo. Ao que parece eles planejavam atravessar o local e acampar do outro lado durante a noite seguinte, mas devido à piora nas condições meteorológicas, com tempestades de neve e declínio de visibilidade, o grupo acabou se perdendo e seguindo para oeste, subindo em direção ao topo do Kholat Syakhl. Quando perceberam o equívoco, eles decidiram parar e montar acampamento no declive da montanha.
| Membros da expedição                      | Membros da expedição                   | Membros da expedição   | Membros da expedição | Membros da expedição                                                                                | Membros da expedição |
| Nome                                      | Nome russo                             | Nascimento             | Idade                | Notas                                                                                               | Ref.                 |
| ----------------------------------------- | -------------------------------------- | ---------------------- | -------------------- | --------------------------------------------------------------------------------------------------- | -------------------- |
| Igor Alekseyevich Dyatlov                 | Игорь Алексеевич Дятлов                | 13 de janeiro de 1936  | 23                   | Líder do grupo                                                                                      | [ 7 ]                |
| Yuri Nikolayevich Doroshenko              | Юрий Николаевич Дорошенко              | 29 de janeiro de 1938  | 21                   | | [ 7 ]                |
| Lyudmila Alexandrovna Dubinina            | Людмила Александровна Дубинина         | 12 de maio de 1938     | 20                   | | [ 7 ]                |
| Yuri (Georgiy) Alexeyevich Krivonischenko | Юрий (Георгий) Алексеевич Кривонищенко | 7 de fevereiro de 1935 | 23                   | | [ 7 ]                |
| Alexander Sergeyevich Kolevatov           | Александр Сергеевич Колеватов          | 16 de novembro de 1934 | 24                   | | [ 7 ]                |
| Zinaida Alekseevna Kolmogorova            | Зинаида Алексеевна Колмогорова         | 12 de janeiro de 1937  | 22                   | | [ 7 ]                |
| Rustem Vladimirovich Slobodin             | Рустем Владимирович Слободин           | 11 de janeiro de 1936  | 23                   | | [ 7 ]                |
| Nikolai Vladimirovich Thibeaux-Brignolles | Николай Владимирович Тибо-Бриньоль     | Junho–Julho de 1935    | 23                   | | [ a ]                |
| Semyon (Alexander) Alekseevich Zolotaryov | Семён (Александр) Алексеевич Золотарёв | 2 de fevereiro de 1921 | 38                   | | [ 9 ]                |
| Yuri Yefimovich Yudin                     | Юрий Ефимович Юдин                     | 19 de julho de 1937    | 21                   | Deixou a expedição em 28 de janeiro devido a uma doença; morreu em 27 de abril de 2013, aos 75 anos | [ 10 ]               |

## Busca

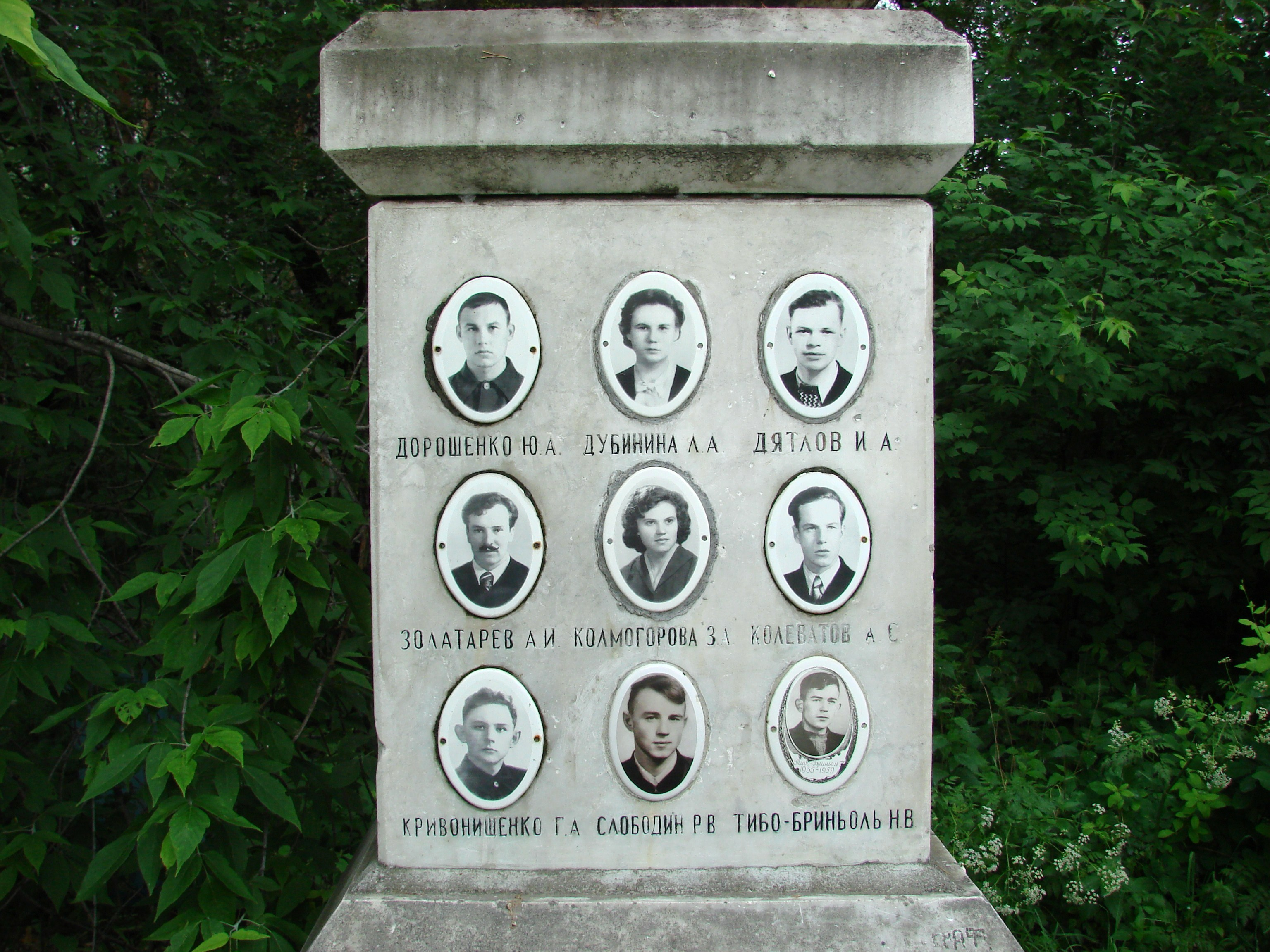
Fotos dos mortos no incidente no Cemitério Mikhajlov em Ecaterimburgo, Rússia.

Dyatlov combinou que mandaria uma mensagem telegráfica para seu clube esportivo assim que o grupo retornasse a Vizhai. Estimava-se que isso ocorreria por volta de 12 de fevereiro, mas mesmo com o passar da data não houve reação, pois atrasos eram comuns em expedições desse tipo. Em 20 de fevereiro, depois que familiares dos viajantes exigiram uma operação de resgate, os administradores do instituto enviaram as primeiras equipes de busca, formadas por alunos e professores voluntários. Posteriormente, o exército e forças policiais foram envolvidas, com aviões e helicópteros requisitados a juntar-se à operação.
Em 26 de fevereiro, as equipes de busca encontraram o acampamento abandonado em Kholat Syakhl. A barraca estava arruinada, e um conjunto de pegadas seguiam até a margem de um bosque próximo, estando cobertas por neve após 500 metros. Na beira da floresta, sob um grande e antigo pinheiro, foram encontrados os restos de uma fogueira, juntamente com os primeiros dois corpos, descalços e usando apenas roupa de baixo. Entre o pinheiro e o acampamento estavam outros três corpos, mortos em posição que sugeria que estivessem tentando voltar às barracas. Eles foram encontrados separadamente, a distâncias de 300, 480 e 630 metros do pinheiro. A busca pelos quatro esquiadores restantes levou mais de dois meses. Eles foram finalmente encontrados em 4 de maio, debaixo de quatro metros de neve, em uma ravina embrenhada na mata próxima ao pinheiro.

## Investigação

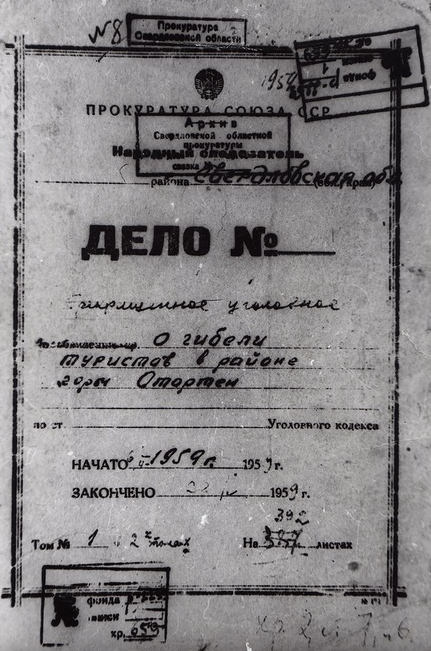
A capa original do processo criminal por ocasião do incidente.

Um inquérito foi aberto imediatamente após o surgimento dos cinco primeiros corpos. Um exame médico não encontrou ferimentos que pudessem ter provocado as mortes, sendo concluído que todos morreram de hipotermia. Um dos corpos apresentava uma pequena fissura no crânio, inicialmente não considerada um ferimento fatal. O exame dos quatro corpos encontrados em maio mudou completamente o cenário. Três deles apresentavam ferimentos fatais, sendo dois com fraturas cranianas e dois com extensas fraturas torácicas. A força necessária para provocar tais ferimentos teria de ser extremamente alta, com um dos especialistas comparando-a à força de uma colisão automobilística. O mais notável é que os corpos não traziam feridas externas, como se tivessem sido esmagados por um alto nível de pressão. Apenas um dos mortos tinha um ferimento externo considerável: estava sem a língua. A análise das roupas identificou que elas continham um elevado nível de radiação. Lev Ivanov, chefe da investigação, disse durante entrevista em 1990 que, nos meses de fevereiro e março de 1959, diversas testemunhas, incluindo militares e meteorologistas, haviam relatado a visão de "esferas voadoras brilhantes" na área. Ivanov afirmou, na mesma entrevista, que já na época do incidente imaginara haver algum tipo de relação entre os casos. Inicialmente, especulou-se que o povo indígena mansi poderia ter atacado e assassinado o grupo por invadir seu território, mas as investigações indicaram que a natureza das mortes não suportaria tal tese; apenas as pegadas dos esquiadores eram visíveis, e eles não apresentavam sinais de combate corpo-a-corpo.
Evidências sugerem que o grupo foi obrigado a deixar o acampamento durante a noite, quando já estavam dormindo. Embora a temperatura estivesse baixa (por volta de -25° a -30 °C), com tempestade e fortes rajadas de vento, os mortos estavam apenas parcialmente vestidos. Alguns deles tinham apenas um sapato, enquanto outros usavam somente meias. Outros foram encontrados enrolados em pedaços de roupas rasgadas, aparentemente arrancadas daqueles que já haviam morrido. O veredito foi que todos os integrantes do grupo morreram devido a uma "força desconhecida". O inquérito foi oficialmente encerrado em maio de 1959 devido à "ausência de parte culposa". Os documentos relativos ao caso foram então arquivados, sendo divulgados ao público somente na década de 1990, ainda assim em fotocópias com diversas partes ausentes.
Yury Kuntsevich, de 12 anos de idade, que mais tarde se tornou o chefe da Fundação Dyatlov, com sede em Yekaterinburg (veja abaixo), participou de cinco funerais dos excursionistas. Ele lembrou que a pele deles tinha um "bronzeado profundo". "Eu tinha 12 anos naquela época, mas me lembro da profunda ressonância que o acidente teve com o público, apesar dos esforços das autoridades em manter parentes e investigadores em silêncio", disse Yury Kuntsevich, diretor da Fundação Dyatlov.

## Teorias

### Avalancha

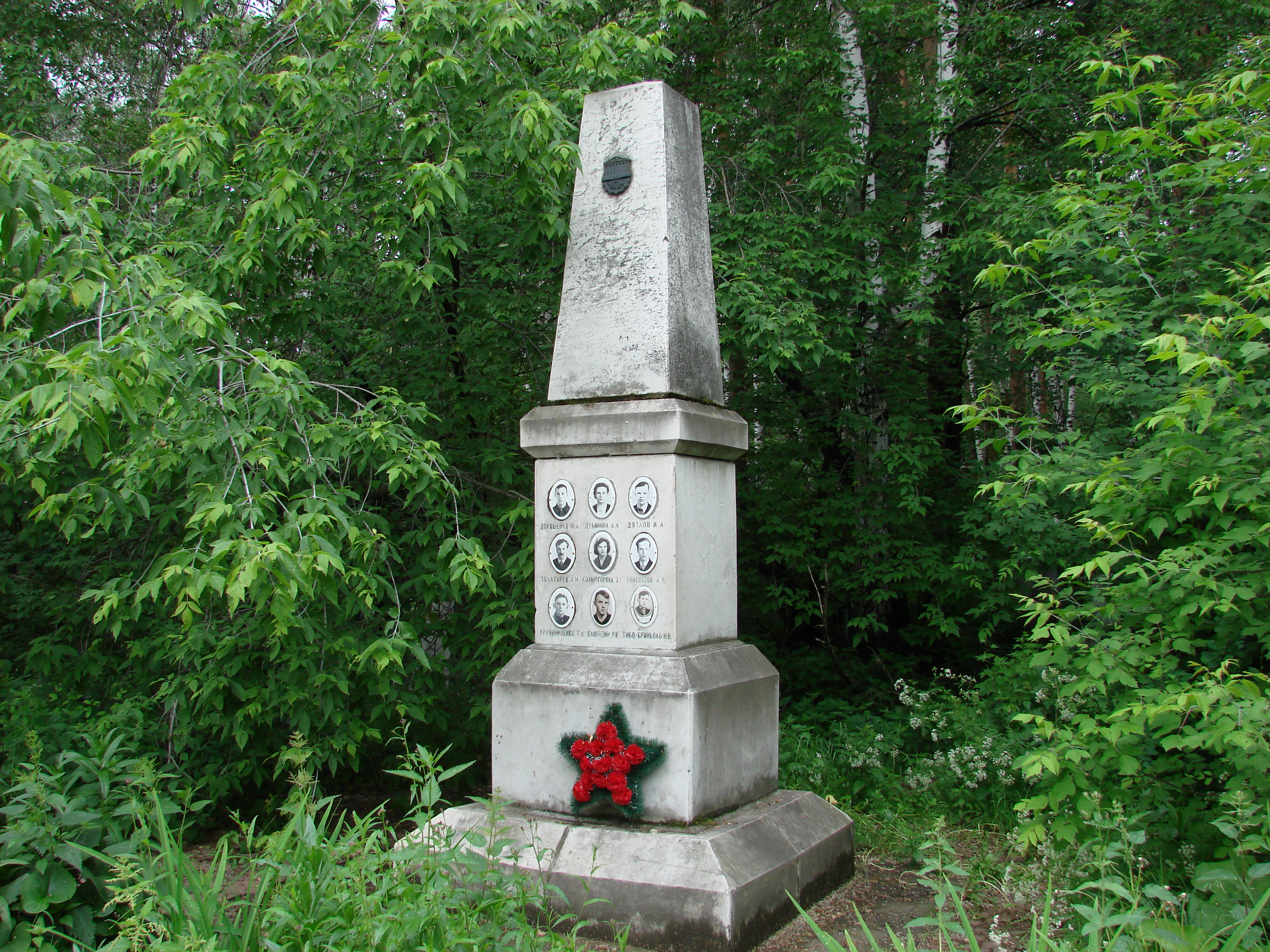
Tumba do grupo no cemitério Mikhajlov em Ecaterimburgo.

A teoria de que uma avalancha causou as mortes dos alpinistas, embora inicialmente popular, tem sido questionada desde então. Revendo a hipótese sensacionalista do "Yeti" (veja abaixo), o autor cético estadunidense Benjamin Radford sugere como mais plausível:
"que o grupo acordou em pânico (...) e saiu pela tenda porque uma avalancha havia coberto a entrada da tenda ou porque eles estavam com medo de que uma avalancha fosse iminente (...) melhor ter uma fenda potencialmente reparável em uma barraca do que o risco de serem enterrados vivos sob toneladas de neve. Eles estavam mal vestidos porque estavam dormindo e correram para a segurança da floresta próxima, onde as árvores ajudariam a diminuir a neve que se aproximava. Na escuridão da noite eles se separaram em dois ou três grupos, um grupo fez uma fogueira (daí as mãos queimadas) enquanto os outros tentavam retornar à tenda para recuperar suas roupas, já que o perigo aparentemente havia passado. E todos eles congelaram até a morte antes que pudessem localizar sua tenda na escuridão. Em algum momento algumas das roupas podem ter sido recuperadas ou trocadas dos mortos, mas de qualquer forma o grupo de quatro pessoas cujos corpos foram severamente danificados foram pegos em uma avalancha e enterrados sob 4 metros (13 pés) de neve (mais do que suficiente para explicar a "força natural convincente" descrita pelo médico legista). A língua de Dubinina provavelmente foi removida por predadores comuns."
Evidências que contradizem a teoria da avalancha incluem:
- A localização do incidente não tinha sinais óbvios de uma avalancha ocorrida. Uma avalancha teria deixado certos padrões e fragmentos distribuídos em uma área ampla. Os corpos encontrados após dez dias do evento foram cobertos com uma camada muito rasa de neve e, se houvesse uma avalancha de força suficiente para varrer o acampamento, esses corpos teriam sido varridos também; isso teria causado lesões mais sérias e diferentes no processo e teria danificado a linha das árvores.
- Mais de 100 expedições para a região foram realizadas desde o incidente e nenhuma delas relatou condições que pudessem criar uma avalancha. Um estudo da área usando física atualizada relacionada ao terreno revelou que a localização era totalmente improvável para que uma avalancha tivesse ocorrido. As "condições perigosas" encontradas em outra área próxima (que tinha encostas significativamente mais íngremes) foram observadas em abril e maio, quando as nevascas do inverno estavam derretendo. Durante fevereiro, quando o incidente ocorreu, não havia tais condições.
- Uma análise da inclinação do terreno indica que, mesmo que pudesse ter havido uma avalancha muito específica que contornasse as outras áreas, sua trajetória teria ultrapassado a tenda. Ela desmoronou lateralmente, mas não horizontalmente.
- Dyatlov era um esquiador experiente e Alexander Zolotaryov estava estudando para seu mestrado em instrução de esqui e caminhadas na montanha. Nenhum desses dois homens teria acampado em um lugar que estivesse no caminho de uma potencial avalancha.

### Infrassom
Outra hipótese popularizada pelo livro de 2013 de Donnie Eichar, Dead Mountain, é que o vento ao redor da Montanha Holatchahl criou um vórtice de von Kármán, que pode produzir infrassons capazes de induzir ataques de pânico em humanos. De acordo com a teoria de Eichar, o infrassom gerado pelo vento que passava sobre o topo da montanha Holatchahl foi responsável por causar desconforto físico e sofrimento mental nos jovens. Eichar afirma que, por causa de seu pânico, o grupo foi levado a deixar a tenda por qualquer meio necessário e fugir pela encosta. No momento em que eles estavam mais abaixo no morro, eles teriam saído do caminho do infrassom e teriam recuperado a compostura, mas na escuridão seriam incapazes de retornar ao seu abrigo. Os ferimentos traumáticos sofridos por três das vítimas foram o resultado de seus tropeços na borda de uma ravina no escuro e a queda nas rochas no fundo.

### Testes militares
Algumas pessoas acreditam que foi um acidente militar que foi encoberto; há registros de bombas aéreas sendo testadas pelos militares russos na área na época em que os alpinistas estavam lá. As bombas detonavam um ou dois metros antes que caíssem no chão e causavam danos semelhantes aos experimentados pelos alpinistas, danos internos pesados com muito pouco trauma externo. Havia também esferas brilhantes no céu naquela vizinhança, possivelmente causadas por tal tipo de munição. Essa teoria usa animais para explicar as partes que faltam em Dubinina. As pessoas acreditam que os corpos foram movidos; fotos da tenda mostram que ela aparentemente foi erguida incorretamente, algo que é improvável que esses alpinistas experientes tenham feito.
Esta teoria, em particular quando se especula sobre armas radiológicas, baseia-se em parte na descoberta da radioatividade em algumas das roupas, bem como nos corpos descritos por parentes como tendo pele alaranjada e cabelos grisalhos. No entanto, a dispersão radioativa teria afetado todos os alpinistas e seus equipamentos em vez de apenas alguns deles e a descoloração da pele e do cabelo pode ser explicada por um processo natural de mumificação após três meses de exposição ao frio extremo e aos ventos. Além disso, a supressão inicial dos arquivos relativos ao desaparecimento do grupo pelas autoridades soviéticas é algumas vezes mencionada como evidência de um encobrimento, mas a ocultação de informações sobre incidentes domésticos era um procedimento padrão na URSS e, portanto, longe de ser peculiar. E no final dos anos 1980, todos os arquivos de Dyatlov haviam sido liberados de alguma maneira.

### Desnudamento paradoxal
O International Science Times postulou que as mortes dos alpinistas foram causadas por hipotermia, o que pode induzir um comportamento conhecido como "desnudamento paradoxal", em que pessoas hipotérmicos retiram suas roupas em resposta a sentimentos entendidos por elas como calor ardente. É indiscutível que seis dos nove alpinistas morreram de hipotermia. No entanto, outros membros do grupo parecem ter pego roupas adicionais daqueles que já haviam morrido, o que ainda continua um mistério. Alguns acreditam que assim que alguns deles morreram, os sobreviventes teriam pegado as roupas para tentar combater o frio, porém não se tem certeza disso.

### Teoria do ieti do Discovery Channel
O especial Russian Yeti: The Killer Lives, produzido pelo Discovery Channel em 2014, explorou a teoria de que o grupo de Dyatlov foi morto por um ieti russo. O programa começa com a premissa de que os ferimentos dos esquiadores eram tais que apenas uma criatura com força sobre-humana poderia tê-los causado. Os que sustentam essa teoria, se baseiam no fato de terem sido encontradas pegadas enormes ao redor das barracas, apesar dessas não serem relatadas nos documentos oficiais do caso. O fato da perícia indicar que as barracas terem sido rasgadas pela parte interna e dos exploradores terem sido encontrados sem roupa, sugerem uma fuga em pânico. Além disso, outros mistérios acerca sustentam a teoria. As barracas apresentavam também pequenos rasgos na parte de baixo da face voltada para a floresta, que parecem ter sido feitas para espionar a mata. A última anotação feita no diário de uma das viajantes dizia “agora sabemos que o homem das neves é real”, o que é no mínimo estranho. O povo manci que vive próximo ao local teria, também, alertado o grupo sobre os perigos da expedição. O nome dado pelos manci ao local, “montanha da morte”, se da pelo fato desse povoado acreditar na existência de enormes homens espíritos na floresta que não gostam daqueles que destroem a natureza. E que esses espíritos gostam de se alimentar de tecidos moles do corpo, como a língua, o que explicaria a ausência dessa em um dos corpos. É curioso que o exército russo tenha, poucos meses antes da expedição dos estudantes, feito uma missão nos arredores do mesmo local, cujo objetivo era descobrir se a existência de yetis era real. Além disso, entre as últimas fotografias tiradas pelo grupo, uma delas mostra ao pé de algumas árvores, a silhueta de um corpo escuro e bastante grande. Apesar de alguns alegarem que essa foto é falsa, nos negativos originais, encontrados no memorial Dyatlov sobre o caso, o misterioso corpo humano gigante também é encontrado. Embora existam essa série de correlações, se concluiu que não havia evidências de tais alegações.